# Hannó (fill d'Hanníbal Giscó)
Hannó (en púnic: 𐤇𐤍𐤀, ḥnʾ; grec antic: Ἄννων, Hánnōn, llatí: Hanno), probablement fill d'Hanníbal Giscó, fou un general cartaginès enviat a Sicília amb una força important al començament de la Primera Guerra Púnica.
Alarmat pel suport que els romans havien donat als mamertins, Hannó va fer aliança amb Hieró II de Siracusa i junts van començar a assetjar Messana l'any 264 aC. Hieró va atacar pel sud i Hannó pel nord, mentre la seva flota restava al cap Pelòron. El cònsol Api Claudi Càudex va burlar la seva vigilància i va poder desembarcar a Messana amb 20.000 homes que, durant la batalla de Messana, primer van atacar i derrotar a Hieró i després es van girar contra els cartaginesos. El primer atac va ser rebutjat, perquè els cartaginesos tenien una bona posició, però en el segon atac es van haver de retirar cap a l'oest, deixant el pas a l'illa completament obert, segons la narració de Diodor, Polibi i Zonaràs.
Possiblement és aquest general el que Diodor de Sicília anomena Hannó el Vell (πρεσβύτερος) quan l'esmenta en el tercer any de la guerra, el 262 aC, encara que no és segur. En aquest moment, el general cartaginès Hanníbal Giscó estava bloquejat a Agrigent ja feia cinc mesos, i li mancaven provisions. Hannó va rebre ordre de fer aixecar el setge, i va reunir a Lilibèon un exèrcit de 50.000 homes i 6.000 cavalls, amb 60 elefants, amb els quals va avançar cap a Heraclea Minoa i va arribar fins a Erbessos, on els romans tenien els seus magatzems. Hannó es va apoderar d'Erbessos amb tots els subministraments, i deixà els romans en situació difícil.
No obstant això, encara que va obtenir un cert avantatge inicial gràcies a la seva cavalleria númida, al final va ser derrotat en la batalla d'Agrigent pels cònsols Luci Postumi Megel i Quint Mamili Vítul, i va haver d'abandonar Agrigent a la seva sort (262 aC). Per mor d'aquesta derrota, el van fer tornar a Cartago, on va ser condemnat a una multa de 6-000 peces d'or.
Sis anys més tard, el 256 aC, torna a aparèixer associat, en el comandament de la flota cartaginesa amb Amílcar a la gran batalla del cap Ècnomus. Se suposa que, després de la batalla, Hamílcar, que era el general superior, el va enviar a negociar amb els romans, però no va aconseguir res, i va retornar amb els vaixells que s'havien salvat cap a Cartago.